# Фуггер фон Рех
Фуггер фон Рех (нем. Fugger vom Reh) — младшая ветвь швабского предпринимательского рода Фуггеров, возникшая в XV в.

## Основание рода Фуггер
Первые Фуггеры, вероятно, уже не были ткачами, а были среди ткачей- купцов, которые покупали и заранее поставляли сырье — особенно хлопок из Италии — для мастеров на ткацких станках. Первого Фуггера, вероятно, потянуло в Аугсбург потому, что там был рынок, а через римскую дорогу Via Claudia Augusta также проходил торговый путь для хлопка, купленного в Венеции.. В 1367 г. Ганс Фуггер — согласно книге чести Фуггера, он был выходцем из деревни Грабен — иммигрировал в Аугсбург. В налоговой книге Аугсбурга записано: «Fucker Advenit» (лат. «Фуггер прибыл») Ганс Фуггер стал главой гильдии аугсбургских ткачей ещё в 1386 году. Предположительно, согласно последним исследованиям, он сам покупал хлопок в Венеции тогда или всего несколько лет спустя.

### Разделение рода
У Ганса Фуггера было два сына:
- Якоб Старший, основатель линии Фуггеры фон Лилия
- Андреас Фуггер, основатель линии Фуггер фон Рех (Рех — средневерхненемецкое название «оленя»)

Созданная между 1545 и 1549 гг. «Книга чести Фуггеров» (нем. Ehrenbuch der Fugger) породила легенду о том, что компания Андреаса Фуггера пережила быстрый и великолепный подъём, в то время как Якоб Старый расширял свою компанию медленно и осторожно. Недавние исследования опровергли это представление. Компания Фуггеров фон Лилии поначалу была более успешной,. но компания Фуггер фон Рех уже в середине XV в. торговала между ганзейскими городами Антверпеном и Лондоном, Миланом и Венецией, Лейпцигом и Франкфуртом.
В 1462 году Лукасу Фуггеру и его братьям император Фридрих III даровал герб с геральдическим изображением оленя. В конечном итоге неплатежеспособность компании Фуггер фон Рех была вызвана недостаточно обеспеченным кредитом эрцгерцогу Максимилиану I в 10 тыс. гульденов, покрыть которую обеспечение в виде города Лёвен не могло. В последние годы XV в. семья столкнулась с финансовыми трудностями, и их компания обанкротилась.
Однако банкротство Лукаса Фуггера фон Реха не положило конец династии. Члены семьи, которая была разделена на четыре ветви из сыновей Андреаса Богатого (1397—1459), сделали карьеру, частично поддерживаемую двоюродными братьями из Фуггеров фон Лилии.
Три из четырёх ветвей вымерли довольно быстро: линия Якоба по мужской линии — в 1602 г., Лукаса — в 1576 г., с 1612 г. не было никаких следов потомков Ганса Фуггера. Сохранилась лишь ветвь третьего сына Маттеуса Фуггера. Наиболее ярким представителем этой ветви был Себастьян Фуггер (р. 1470 или 1472 г. — ум. до 1546 г.), пришедший из Аугсбурга и первоначально поселившийся в Бреслау около 1495 г. Он был купцом, а затем казначеем в Нойзе. Его сыновья Якоб, Ганс и Андреаш занимались добычей руды и меди в Силезии, особенно на собственных рудниках в Эйленгебирге. В 1547 г. сыновья Себастьяна были возведены в дворянство, но при Георге Фуггере многие рудники в Силезии закрылись, он влез в долги и втянул остальную семью в финансовый крах. В 1599 г. семья Фуггер фон Рех пережила вторую финансовую катастрофу, от которой на этот раз они не смогли оправиться. Фуггеры фон Лилия оказывали финансовую поддержку своим двоюродным братьям лишь в отдельных случаях.
Семейное состояние было безвозвратно потеряно, и примерно с 1630 года Фуггер фон Рех жили в условиях среднего класса и в основном обучались ремеслам. В 1594 г. Георг Раймунд Фуггер и двое двоюродных братьев получили подтверждение рыцарского дворянства и особую императорскую привилегию «Свободу красного воска», позволявшую использовать красный воск для печати. Ещё одно подтверждение дворянства было получено в 1623 г., но это может относиться и к его сыну.
Представители линии жили на территории нынешней Польской Силезии до 1945 года. Поражение во Второй мировой войне вынудило их до 1947 г. покинуть Силезию. Фуггеры фон Рех расселились по Германии, а некоторые эмигрировали в США и Бразилию. Полное имя семьи «Фуггер фон дем Рех» (Rech = позднее средневерхненемецкое слово «олень») теперь используется только Маркусом Фуггером и его женой, всех остальных членов семьи называют «Фуггерами», одна ветвь семьи носит имя «Фуггер» Fogger" в 15 веке, вероятно, вызвано ошибкой передачи.

## Семейное древо
- Андреас Фуггер (1397—1457)
  - Якоб Фуггер (* 1430)
  - Лукас Фуггер (* 1439)
  - Маттеус Фуггер (* 1442)
    - Себастьян Фуггер (* 1470/72)
      - Андреас Вильгельм Иероним Фуггер (1507—1573)
        - Георг Вильгельм Себастьян Раймунд Фуггер (1547-um 1600)

    - Ульрих Фуггер (1524—1586)

  - Ганс Фуггер (* 1443)
    - Гастель Фуггер (1475—1539)
      - Вольфганг Фуггер (1519/20-1568)
        - Иоганн Кристоф Фуггер (1561—1612)

## Герб

Герб города Грабен.

На гербе линии Фуггеров фон Рех изображен золотой прыгающий олень на синем фоне. Олень расположен на шлеме с синими и золотыми перьями. В 1529 году Гастель Фуггер и его семья были возведены в потомственное дворянство; гербу были присвоены золотая корона и луковый шлем — геральдические символы дворянства.
Символы двух линий Фуггеров — фон Лилия и фон Рех были объединены в муниципальном гербе баварского города Грабена.